# 田島 (大阪市)
田島（たじま）は、大阪府大阪市生野区にある町名。現行行政地名は田島一丁目から田島六丁目。

## 地理
生野区の南部に位置し、東に巽西、南東に巽南、北西に勝山南、西に舎利寺、南西に林寺、北に中川、南に東住吉区今林と接している。

## 歴史
田園地帯に生じた集落を島に見立てて「田島」という地名が生まれたとされる。元は「たしま」と清音で読まれ、現在も地区内にある神社名や学校名は「たしま」と読む。
かつては眼鏡レンズ製造の地として知られ、地域にある田島神社には｢眼鏡レンズ発祥之地｣の碑が建立されている。江戸時代、この地に生まれた石田太次郎（1831年生まれ-没年不詳）が、丹波国に赴いて眼鏡レンズの研磨技術を習得し、1857年に帰郷して村人に技術を伝えた。このことが田島での眼鏡レンズ製造の発祥となっている。村では明治時代に入ってからの1880年代前後、それまでの地場産業だった河内木綿の生産が衰退したことで、綿作に代わって眼鏡レンズ製造が村の主要な産業となった。大正時代には電力が引かれたことなどを背景に、近代的な眼鏡レンズ製造の専門工場がこの地に設置され、一時期は田島が日本一の眼鏡レンズの産地となった。その後、1960年代以降には眼鏡レンズが従来のガラスレンズからプラスチックレンズが主流になり、プラスチックレンズ製造への転換は設備投資が見合わないこと、輸出競争力低下などの時代の変化により、1960年代以降にはレンズ製造業者はほとんどが撤退するなどした。
- 1889年（明治22年）4月1日 - 町村制施行により、東成郡国分村・舎利寺村・林寺村・林寺新家村・田島村が合併して生野村が発足。田島村は大字田島となる。
- 1925年（大正14年）4月1日 - 大阪市に編入され、東成区生野田島町となる。この時には行政上の読み方が「たじま」となっていたようである[5]。
- 1943年（昭和18年）4月1日 - 分区により、東成区から生野区に転属。
- 1973年（昭和48年） - 住居表示が実施され、従来とは範囲が変更された上で、生野区田島となる。

## 世帯数と人口
2019年（平成31年）3月31日現在の世帯数と人口は以下の通りである。
| 丁目       | 世帯数    | 人口    |
| ---------- | --------- | ------- |
| 田島一丁目 | 909世帯   | 1,650人 |
| 田島二丁目 | 776世帯   | 1,441人 |
| 田島三丁目 | 415世帯   | 815人   |
| 田島四丁目 | 834世帯   | 1,619人 |
| 田島五丁目 | 921世帯   | 1,772人 |
| 田島六丁目 | 520世帯   | 955人   |
| 計         | 4,375世帯 | 8,252人 |

### 人口の変遷
国勢調査による人口の推移。
| 1995年（平成7年）  | 10,789人 | [ 10 ] |  |
| 2000年（平成12年） | 10,039人 | [ 11 ] |  |
| 2005年（平成17年） | 9,529人  | [ 12 ] |  |
| 2010年（平成22年） | 8,962人  | [ 13 ] |  |
| 2015年（平成27年） | 8,606人  | [ 14 ] |  |

### 世帯数の変遷
国勢調査による世帯数の推移。
| 1995年（平成7年）  | 3,676世帯 | [ 10 ] |  |
| 2000年（平成12年） | 3,637世帯 | [ 11 ] |  |
| 2005年（平成17年） | 3,766世帯 | [ 12 ] |  |
| 2010年（平成22年） | 3,700世帯 | [ 13 ] |  |
| 2015年（平成27年） | 3,827世帯 | [ 14 ] |  |

## 事業所
2016年（平成28年）現在の経済センサス調査による事業所数と従業員数は以下の通りである。
| 丁目       | 事業所数  | 従業員数 |
| ---------- | --------- | -------- |
| 田島一丁目 | 126事業所 | 920人    |
| 田島二丁目 | 82事業所  | 352人    |
| 田島三丁目 | 62事業所  | 265人    |
| 田島四丁目 | 73事業所  | 567人    |
| 田島五丁目 | 131事業所 | 743人    |
| 田島六丁目 | 81事業所  | 764人    |
| 計         | 555事業所 | 3,611人  |

## 交通
- 大阪府道173号大阪八尾線
- 今里筋
- いまざとライナー 田島五丁目停留所

## 施設
- 大阪市立田島南小学校・田島中学校（田島南小中一貫校）
- 大阪市立田島小学校（2022年3月閉校）
- 田島神社
- 生野大池橋郵便局
- 生野田島郵便局
- スーパー玉出 大池店
- サンディ 生野田島店
- タレックス光学工業 サングラスレンズのメーカー

## その他

### 日本郵便
- 〒544-0011[3]（集配局：生野郵便局[16]）